# Arthur Chichester, IV barone Templemore
Arthur Claud Spencer Chichester, IV barone Templemore (12 settembre 1880 – 2 ottobre 1953) è stato un politico e ufficiale irlandese.

## Biografia

Era il figlio di Arthur Chichester, III barone Templemore, e di sua moglie, Evelyn Stracey.

## Carriera
Frequentò la Harrow School e il Royal Military College Sandhurst, prima di entrare a far parte nei Royal Fusiliers nel 1900, combattendo nella Seconda guerra boera e in Tibet.
Promosso a capitano, si distinse nella prima guerra mondiale, combattendo in Francia e in Italia, prima di diventare maggiore delle Irish Guards.
Nel 1924 successe al padre e tre anni più tardi fu nominato segretario privato parlamentare per il conte di Onslow come sottosegretario di stato per la guerra e ufficiale Paymaster General.
Lord Templemore è stato Lord in Waiting di Giorgio V (1929 e 1931-1934). Fu capitano del Yeomen of the Guard (1934-1945) e capogruppo dei conservatori nella Camera dei lord (1940-1945).

## Matrimonio
Sposò, il 10 gennaio 1911, Clare Meriel Wingfield (5 giugno 1886-1969), figlia di Mervyn Wingfield, VII visconte Powerscourt. Ebbero tre figli:
- Arthur Patrick Spencer Chichester (23 marzo 1914-1942)
- Dermot Chichester, VII marchese di Donegall (18 aprile 1916-19 aprile 2007)
- Lord Desmond Clive Chichester (27 gennaio 1920-7 ottobre 2000)

## Morte
Morì il 2 ottobre 1953, all'età di 73 anni.

## Ascendenza
|                                          |              |                             | Genitori                                    |  |  | Nonni |  |  | Bisnonni                               |  |  | Trisnonni          |  |
|                                          |              |                             |                                             |  |  |       |  |  | Arthur Chichester, I barone Templemore |  |  | Spencer Chichester |  |
|                                          |              |                             |                                             |  |  |       |  |  | Arthur Chichester, I barone Templemore |  |  | Spencer Chichester |  |
|                                          |              | Anne Harriet Stewart        |                                             |  |  |       |  |  | Arthur Chichester, I barone Templemore |  |  |                    |  |
| Harry Chichester, II barone Templemore   |              |                             |                                             |  |  |       |  |  | Arthur Chichester, I barone Templemore |  |  |                    |  |
|                                          |              | Augusta Paget               | Henry William Paget, I marchese di Anglesey |  |  |       |  |  |                                        |  |  |                    |  |
|                                          |              | Augusta Paget               | Henry William Paget, I marchese di Anglesey |  |  |       |  |  |                                        |  |  |                    |  |
|                                          |              | Augusta Paget               | Caroline Villiers                           |  |  |       |  |  |                                        |  |  |                    |  |
| Arthur Chichester, III barone Templemore |              | Augusta Paget               |                                             |  |  |       |  |  |                                        |  |  |                    |  |
|                                          |              | Arthur Paget                | Henry Paget, I conte di Uxbridge            |  |  |       |  |  |                                        |  |  |                    |  |
|                                          |              | Arthur Paget                | Henry Paget, I conte di Uxbridge            |  |  |       |  |  |                                        |  |  |                    |  |
|                                          |              | Arthur Paget                | Jane Champagné                              |  |  |       |  |  |                                        |  |  |                    |  |
| Laura Paget                              |              | Arthur Paget                |                                             |  |  |       |  |  |                                        |  |  |                    |  |
|                                          |              | Augusta Fane                | John Fane, X conte di Westmorland           |  |  |       |  |  |                                        |  |  |                    |  |
|                                          |              | Augusta Fane                | John Fane, X conte di Westmorland           |  |  |       |  |  |                                        |  |  |                    |  |
|                                          |              | Augusta Fane                | Sarah Child                                 |  |  |       |  |  |                                        |  |  |                    |  |
| Arthur Chichester, IV barone Templemore  |              | Augusta Fane                |                                             |  |  |       |  |  |                                        |  |  |                    |  |
|                                          | John Stracey | Edward Stracey, I baronetto |                                             |  |  |       |  |  |                                        |  |  |                    |  |
|                                          | John Stracey | Edward Stracey, I baronetto |                                             |  |  |       |  |  |                                        |  |  |                    |  |
|                                          | John Stracey | Elizabeth Lathom            |                                             |  |  |       |  |  |                                        |  |  |                    |  |
| William Stracey-Clitherow                | John Stracey |                             |                                             |  |  |       |  |  |                                        |  |  |                    |  |
|                                          |              | Emma Elizabeth Clitherow    | Christopher Clitherow                       |  |  |       |  |  |                                        |  |  |                    |  |
|                                          |              | Emma Elizabeth Clitherow    | Christopher Clitherow                       |  |  |       |  |  |                                        |  |  |                    |  |
|                                          |              | Emma Elizabeth Clitherow    | Anne Jodrell                                |  |  |       |  |  |                                        |  |  |                    |  |
| Evelyn Stracey-Clitherow                 |              | Emma Elizabeth Clitherow    |                                             |  |  |       |  |  |                                        |  |  |                    |  |
|                                          |              | James Claud Bourchier       | James Bourchier                             |  |  |       |  |  |                                        |  |  |                    |  |
|                                          |              | James Claud Bourchier       | James Bourchier                             |  |  |       |  |  |                                        |  |  |                    |  |
|                                          |              | James Claud Bourchier       | Eliza Diana N.                              |  |  |       |  |  |                                        |  |  |                    |  |
| Maria Diana Bourchier                    |              | James Claud Bourchier       |                                             |  |  |       |  |  |                                        |  |  |                    |  |
|                                          |              | …                           | …                                           |  |  |       |  |  |                                        |  |  |                    |  |
|                                          |              | …                           | …                                           |  |  |       |  |  |                                        |  |  |                    |  |
|                                          |              | …                           | …                                           |  |  |       |  |  |                                        |  |  |                    |  |
|                                          |              | …                           |                                             |  |  |       |  |  |                                        |  |  |                    |  |